# Strada statale 691 Fondo Valle Sele
La strada statale 691 Fondo Valle Sele (SS 691), conosciuta anche come strada scorrimento veloce Fondo Valle Sele o come Contursi-Lioni, è una strada statale italiana.
L'arteria presenta numerosi viadotti ed è stata realizzata con i contributi statali post-terremoto dell'Irpinia del 1980, è una sostituzione della strada statale 91 della Valle del Sele. Il tracciato ha inizio dallo svincolo di Contursi Terme - Postiglione sull'A2 Salerno-Reggio Calabria, in Provincia di Salerno, e si snoda lungo il fondo valle del fiume Sele attraversando, per metà del suo tracciato, la Provincia di Avellino terminando a Lioni e innestandosi nella strada statale 7.
La strada è nata con il decreto del presidente del Consiglio dei ministri del 23 novembre 2004, quando venne annoverata nella rete stradale di interesse nazionale nella Regione Campania, si trattava di una nuova arteria composta da:
- strada statale 91 racc della Valle del Sele, dallo svincolo Contursi dell'allora A3 Napoli-Reggio Calabria, fino all'innesto con la strada statale 91 della Valle del Sele, per un totale di 2,250 km;
- tratto della strada statale 91 della Valle del Sele, costruito in variante al vecchio tracciato, dall'innesto con la SS 91 racc fino al comune di Calabritto;
- tratto di nuova realizzazione, dal comune di Calabritto all'innesto con la strada statale 7 dir/C Via Appia nei pressi di Lioni, provvisoriamente allora definita nuova strada ANAS 166 di Calabritto (NSA 166).

La denominazione attuale risale al 2010 e il suo itinerario attuale risulta: "Svincolo di Contursi dell'A2 - Innesto con la S.S. n. 7 presso Lioni".
Il nome odierno ricalca la natura della strada (che scorre per gran parte lungo la valle del fiume Sele) e riprende il nome inizialmente adottato dopo la sua costruzione, quando rappresentava una variante a scorrimento veloce della strada statale 91 della Valle del Sele.

## Percorso
| Strada statale 691 Contursi - Lioni |                                                                              |      |           |
| Tipo                                | Uscita                                                                       | km   | Provincia |
|                                     | Svincolo A2 Salerno - Reggio Calabria "Contursi Terme - Postiglione"         | 0,0  | SA        |
|                                     | Postiglione Controne - Castelcivita - Grotte di Castelcivita - Monti Alburni | 0,0  | SA        |
|                                     | Contursi Terme Ovest Campagna Stazione di Contursi Terme - Zona Industriale  | 0,7  | SA        |
|                                     | Contursi Terme Est Oliveto Citra - Palomonte - Bagni di Contursi - Ospedale  | 6,5  | SA        |
|                                     | Colliano Oliveto Citra - Valva - Palomonte - Zona Industriale                | 9,9  | SA        |
|                                     | Area di servizio                                                             | 10,2 | SA        |
|                                     | Zona industriale di Calabritto Senerchia - Quaglietta                        | 14,0 | AV        |
|                                     | Area di servizio                                                             | 15,0 | SA        |
|                                     | Calabritto Caposele - Laviano - Santomenna - Castelnuovo di Conza            | 19,0 | AV        |
|                                     | Caposele Santuario di San Gerardo                                            | 24,4 | AV        |
|                                     | - Teora Sant'Andrea di Conza                                                 | 26,5 | AV        |
|                                     | - Lioni Napoli-Canosa - Avellino - Calitri                                   | 31,1 | AV        |